# Santa Maria de Bassacs
Santa Maria de Bassacs és una església de cal Bassacs, al municipi de Gironella a la comarca del Berguedà, inclosa en l'Inventari del Patrimoni Arquitectònic de Catalunya.

## Descripció

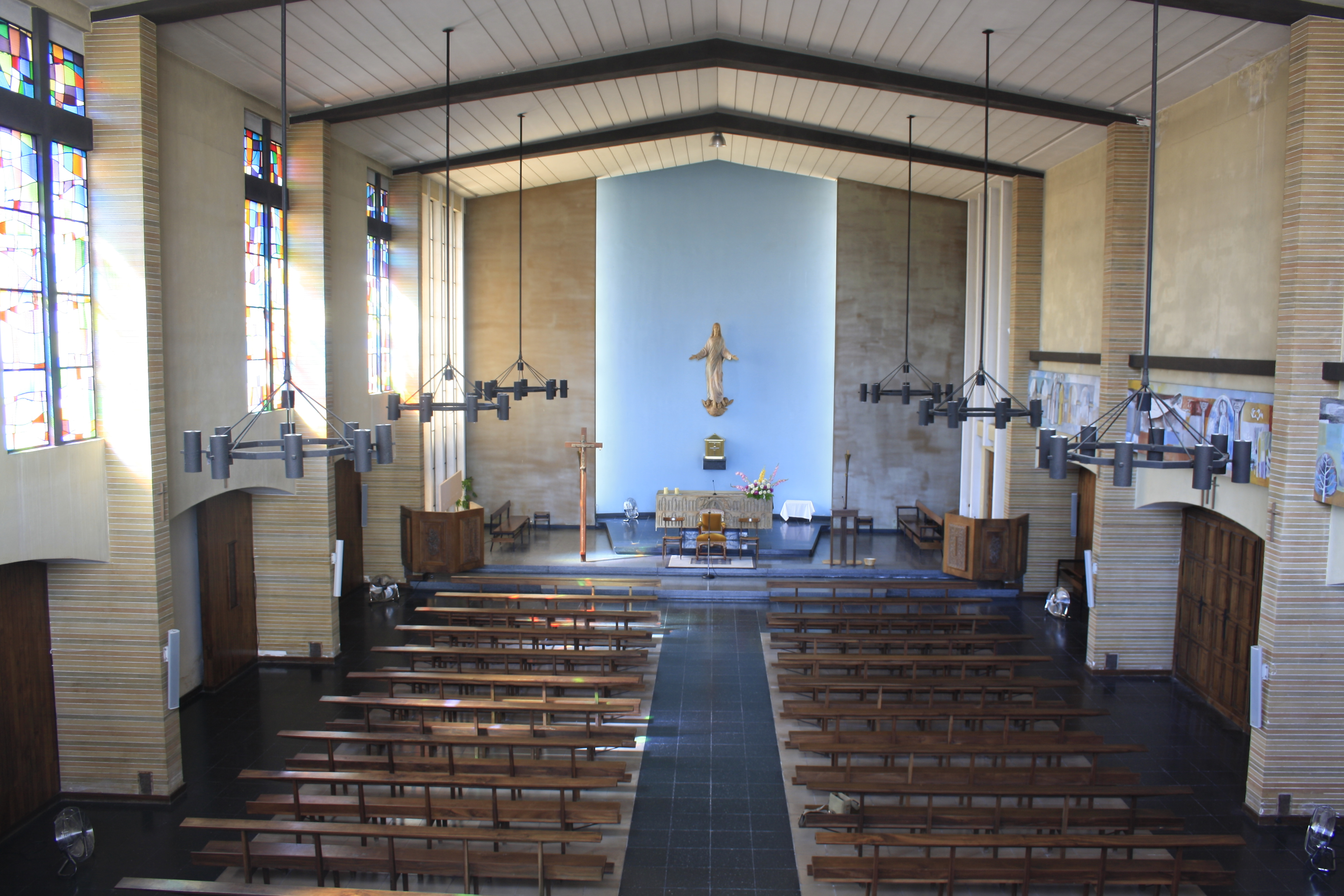
Interior de l'església de Santa Maria de Bassacs, des del cor.

L'església de Santa Maria és d'estil modern, de planta rectangular formada per quatre trams, amb un absis ben definit i un espaiós cor sobre el cancell, als peus de la nau. Coberta amb teulada a dos vessants. Compta, també, amb una galeria sostinguda per fines columnes de ferro davant la façana principal, que aixopluga la porta d'entrada al temple.
La paret de l'absis, dividida en tres parts, la central més endarrerida i de diferent color, on ressalta la imatges de la patrona, la Verge Maria.
A la part baixa de les parets laterals, unes arcades cegues, que van de pilastra a pilastra, proporcionen uns espais que s'utilitzen per a ubicar-hi els confessionaris i les portes d'accés a la calefacció o a les dependències de la neteja. Bona part de les parets d'aquests espais va coberta amb encadellat de fusta. Aquesta mateixa estructura es repeteix a la paret de l'evangeli si bé sense portes. Per sobre d'aquestes arcades es mostra una ampla faixa pintada, que corre per tota la nau-, només interrompuda per les pilastres-, i segueix al cor, suplint el que seria la balustrada.
Al cantó de l'evangeli, la paret s'ha reservat per col·locar-hi uns grans finestrals a l'indret de l'absis i uns vitralls a la resta del mur.
El sostre simula la coberta exterior a dos vessants. Rep la llum per les grans obertures als frontis i a la paret de l'evangeli i per la porta d'entrada de la façana.
A l'exterior destaca el gran finestral de la façana, on també hi figura una imatge de la Verge a més d'un innovador campanar format per quatre columnes de formigó enllaçades per cinc anelles de formigó-ferro. De l'última penja la campana. Té un porxo adossat a la façana i a la meitat del mur de tramuntana format per una coberta de formigó sostinguda per pilars de ferro.
A l'interior destaca l'altar format per un gran bloc de pedra que presenta un frontal a mig relleu amb la figura del Pantocràtor envoltat dels símbols dels Evangelistes. A banda i banda hi ha unes arcades amb uns àngels músics. Tant l'altar com la imatge de la Mare de Déu és obra de l'escultor Lluís Maria Saumells i Panadés (1915-1999), nascut a Gironella. Una tira de sis plafons pintats ens mostra escenes de la vida de la Verge: desposoris o casament de Josep i Maria, anunciació de l'arcàngel Gabriel a Maria, naixement de Jesús a Betlem, visitació de Maria a la seva cosina Elisabet, Pentecosta o vinguda de l'Esperit Sant sobre Maria i els primers deixebles i Assumpció de Maria al cel, totes obra de la pintora i gravadora barcelonina Roser Agell i Cisa (1924-2021) d'acord amb l'estudi de Bonamusa i Tomàs, de Barcelona.

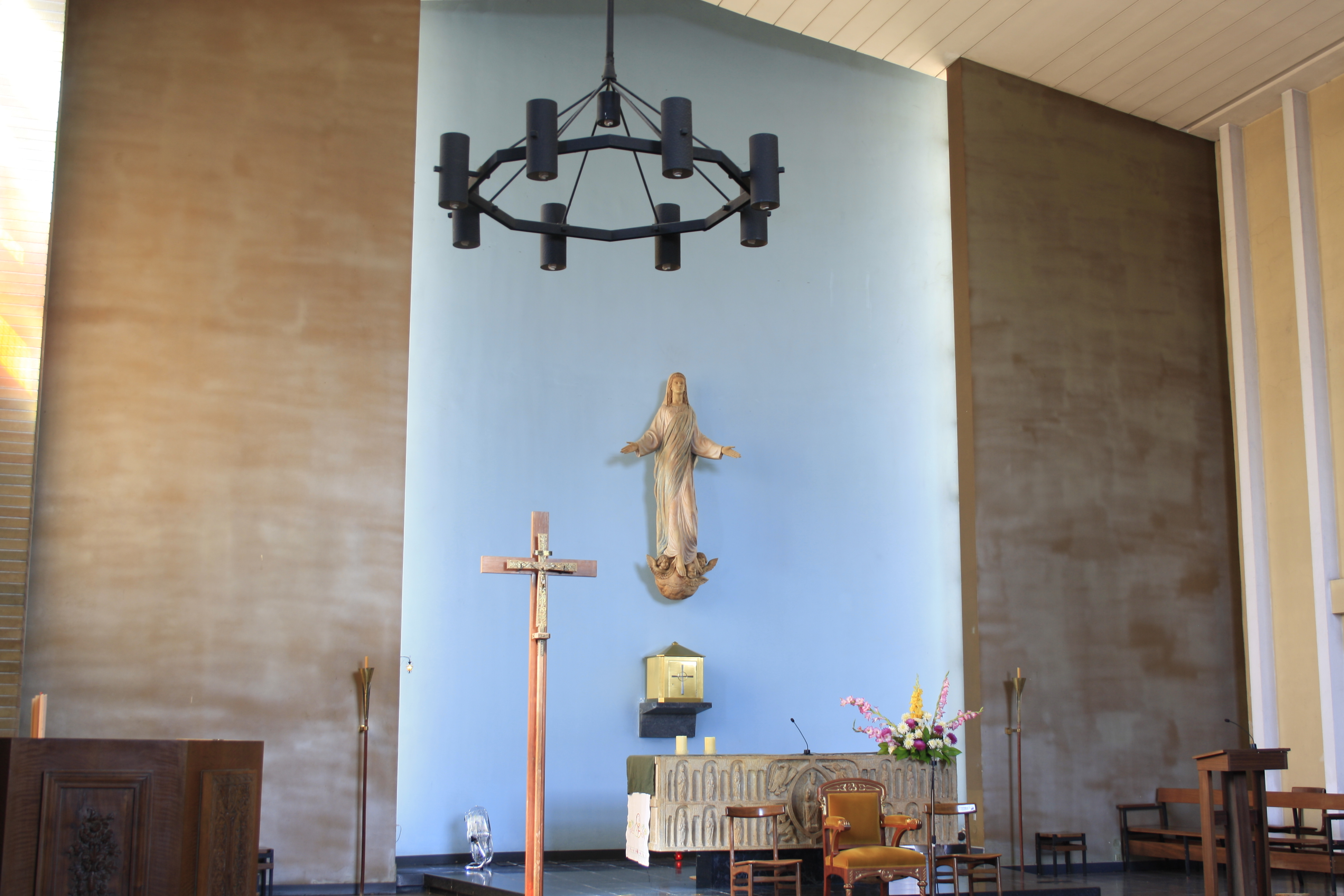
Imatge de la Mare de Déu i frontal d'altar, obra de l'escultor Lluís Maria Saumells i Panadés, nascut a Gironella.

Al baptisteri destaca la pica baptismal formada per un cos de pedra de forma cilíndrica amb una anella, del mateix material, de color més clar. La tapa, de metall, té forma cilíndrica amb superfície acanalada.

## Història
El temple, inaugurat el 1962, fou obra del jove arquitecte gironellenc Ramon Masferrer i Homs. Abans, totes les celebracions litúrgiques de Cal Bassacs s'havien de celebrar a la capella de la Torre de l'amo, de petites dimensions, a la planta baixa de l'edifici. El rector de Gironella, Pere Vilà, considerava que tenia poc control sobre el nombrós grup de fidels que vivia a Cal Bassacs. Per això, l'any 1956 es va demanar al bisbe Vicente Enrique Tarancón que hi destinés un prevere. Ara bé, això no era viable si no es disposava d'una església en condicions. Així doncs, calia construir una església nova i de proporcions adients per acollir tots els feligresos de cal Bassacs. Els amos de les dues fàbriques de la colònia, els Teixidor-Bassacs i els Fusté-Teixidor, estaven disposats a col·laborar-hi, però volien que fos una parròquia, perquè no quedés sota la seva responsabilitat. En canvi, Vilà no volia perdre la seva influència sobre aquesta part de feligresos, i volia que l'església fos sufragània de la Parròquia de Gironella.
El bisbe Vicente Enrique i Tarancón la inaugurà el dia 6 de maig de 1962.